# Ryan Porteous
Ryan Thomas Porteous (Edimburgo, Escocia, 25 de marzo de 1999) es un futbolista británico que juega de defensa en Los Angeles F. C. de la Major League Soccer.

## Trayectoria
Se formó en las categorías inferiores del Aberdeen F. C. y el Hibernian F. C. y pasó una temporada cedido en el Edinburgh City F. C. antes de debutar con los Hibs en julio de 2017 en un partido de la Copa de la Liga de Escocia ante el Montrose F. C. Ese mismo mes, y en la misma competición, marcó sus primeros dos goles en un triunfo contra el Arbroath F. C.
En octubre de 2018 extendió su contrato hasta 2023. En enero sufrió una lesión en la rodilla que le impidió jugar en lo que quedaba de campaña, algo que le volvió a suceder en la siguiente. En noviembre de 2022 el club confirmó que había rechazado la oferta de renovación, por lo que en el mes de enero fue traspasado al Watford F. C. Firmó por cuatro años y medio y en su debut consiguió anotar un tanto. Disputó otros 81 partidos antes de ser cedido el 3 de febrero de 2025 al Preston North End F. C. para el resto de la temporada. Con este equipo jugó once encuentros y en agosto se marchó definitivamente a Los Angeles F. C.

## Selección nacional
En noviembre de 2019 fue convocado por primera vez con la selección de Escocia para dos encuentros contra Chipre y Kazajistán. No llegó a tener minutos y tuvo que esperar hasta el 27 de septiembre de 2022 para estrenarse en un empate sin goles ante Ucrania correspondiente a la Liga de Naciones de la UEFA 2022-23. Un año después, en un partido de clasificación para la Eurocopa 2024 contra Chipre, marcó su primer gol como internacional. A dicho torneo lograron clasificarse, fue convocado para participar en él y en el partido inaugural frente a la anfitriona Alemania cometió un penalti y fue expulsado con roja directa. Fue sancionado con dos encuentros, por lo que no pudo jugar en lo que restaba de la fase de grupos en la que fueron eliminados tras sumar un solo punto.

### Participaciones en Eurocopas
| Copa          | Sede     | Resultado    | Partidos | Goles |
| ------------- | -------- | ------------ | -------- | ----- |
| Eurocopa 2024 | Alemania | Primera fase | 1        | 0     |

## Clubes
| Club                             | País           | Año       |
| -------------------------------- | -------------- | --------- |
| Hibernian F. C.                  | Escocia        | 2016-2023 |
| Edinburgh City F. C. (cedido)    | Escocia        | 2016-2017 |
| Watford F. C.                    | Inglaterra     | 2023-2025 |
| Preston North End F. C. (cedido) | Inglaterra     | 2025      |
| Los Angeles F. C.                | Estados Unidos | 2025-     |